# Conjecture de Polignac
La conjecture de Polignac est une conjecture portant sur la théorie des nombres. Elle fut énoncée par Alphonse de Polignac en 1849.
La formulation initiale est la suivante :

Tout nombre pair est égal à la différence de deux nombres premiers consécutifs d'une infinité de manières.
Autrement dit : pour tout entier strictement positif pair {\displaystyle n}, il existe une infinité de paires de nombres premiers consécutifs dont la différence vaut {\displaystyle n}. Par exemple, 30 = 4861 - 4831, qui sont deux nombres premiers consécutifs.
En 2025, cette conjecture n'a encore été prouvée pour aucun nombre pair.

## Cas particuliers
Pour certaines valeurs de {\displaystyle n}, les paires de nombres premiers consécutifs ou non dont la différence vaut n possèdent des noms particuliers :
- Si {\displaystyle n=2}, on retrouve les nombres premiers jumeaux.
- Si {\displaystyle n=4}, on retrouve les nombres premiers cousins.
- Si {\displaystyle n=6}, on retrouve les nombres premiers sexy.

Pour les valeurs égales aux primorielles, on conjecture que ce sont successivement les paires de nombres premiers qui apparaissent le plus fréquemment, autrement dit tout d'abord les jumeaux, puis les sexy, puis ceux séparés de 30, de 210,...

## Problèmes d'existence
Non seulement, l'infinité des couples de premiers consécutifs {\displaystyle p,p+2k} n'a été démontrée pour aucun {\displaystyle k\geqslant 1}, mais on ne sait pas s'il existe au moins un tel couple pour tout {\displaystyle k\geqslant 1}. 
Le plus petit terme d'une famille de la forme {\displaystyle (p,p+2k)} augmente fortement (mais irrégulièrement) avec la valeur de {\displaystyle k} ; par exemple, l'écart 906 apparaît pour la première fois après 218 209 405 436 543 . La suite des valeurs du plus petit {\displaystyle p} tel que le nombre premier suivant soit {\displaystyle p+2k} : 3, 7, 23, 89, 139, 199, 113, 1831,... est répertoriée comme suite A000230 de l'OEIS.
On ne sait pas plus s'il existe pour tout {\displaystyle k\geqslant 1} au moins un couple de nombres premiers distants de {\displaystyle 2k}. La suite des valeurs du plus petit {\displaystyle p} tel que {\displaystyle p+2k} soit premier : 3, 3, 5, 3, 3, 5, 3, 3, 5, 3, 7,... est répertoriée comme suite A020483  de l'OEIS.